# Крестьянский народный союз

Семар — символ партии, который использовался на выборах 1955 года

Крестьянский народный союз (индон. Persatuan Rakjat Desa, PRD) — политическая партия Индонезии. Пользовалась наибольшей популярностью среди сунданского населения Западной Явы. На парламентских выборах 1955 года получила 77 919 голосов (0,2 %) и одно место в парламенте  . После выборов вошла в состав Фракции сторонников провозглашения .